# Материалы по истории кочевых народов в Китае III—V вв.
«Материалы по истории кочевых народов в Китае III—V вв.» — фундаментальная серия комментированных переводов китайских источников о кочевых народах, соседствовавших в III—V веках с Китайской империей и создавших собственные государственные образования на территории Северного Китая в период «Шестнадцати государств пяти северных племён».
Автор перевода, китаевед Всеволод Сергеевич Таскин (1917—1995), задумал её в четырёх выпусках. Однако при жизни В. С. Таскина вышли в свет только три выпуска — по сюнну, цзе и мужунам (1989, 1990 и 1992); 4-й, заключительный выпуск, посвящённый материалам по истории ди и цянов, был издан лишь в 2012 году. Это было связано с тем, что автор не успел довести работу над томом до конца, и то, что было бы несложно сделать ему, создало немалые трудности для публикаторов. Научный редактор последнего тома (С. В. Дмитриев) столкнулся с рядом серьёзных проблем. В «Материалы по истории кочевых народов» были включены сложные тексты с огромным объёмом фактических данных, топонимов и личных имён, что было необходимо учитывать при подготовке переводов к печати.

## Состав издания
- Материалы по истории кочевых народов в Китае III—V вв. В 4 вып.: Вып. 1. Сюнну / Пер. с кит., предисл. и коммент. B. C. Таскина. — М.: Наука. Главная редакция восточной литературы, 1989. — 288 с. — 1550 экз. — ISBN 5-02-016543-3. (в пер.)
- Материалы по истории кочевых народов в Китае III—V вв. В 4 вып.: Вып. 2. Цзе / Пер. с кит., предисл. и коммент. B. C. Таскина. — М.: Наука. ГРВЛ, 1991. — 256 с. — 1000 экз. — ISBN 5-02-016543-3. (в пер.)
- Материалы по истории кочевых народов в Китае III—V вв. В 4 вып.: Вып. 3. Мужуны / Пер. с кит., предисл. и коммент. B. C. Таскина; Институт востоковедения АН СССР. — М.: Наука. ГРВЛ, 1992. — 432 с. — 1000 экз. — ISBN 5-02-016746-0. (в пер.)
- Материалы по истории кочевых народов в Китае III—V вв. В 4 вып.: Вып. 4. Ди и цяны / Пер. с кит., предисл. и коммент. B. C. Таскина. — М.: Восточная литература, 2012. — 496 с. — 800 экз. — ISBN 978-5-02-036513-1. (в пер.)